# 莊拿芬·迪古斯文
约纳坦·亚历山大·德古茲曼（荷蘭語：Jonathan Alexander de Guzmán；1987年9月13日—）荷蘭足球運動員，司職中場。曾效力於荷甲飛燕諾、西甲馬略卡。2011年轉會到比利亞雷阿爾。2012至2014年曾被維拉利爾外借到英超球會斯旺西。最終於2014年8月加盟意甲球會那不勒斯。
德古茲曼生於加拿大，2008年獲荷蘭國籍，曾參加北京奧運會。2013年首次成為荷蘭大國腳。

## 外部連結
- 官方网站